# Constituția Uniunii Sovietice din 1977
La cea de-a VII-a sesiune specială a Sovietului Suprem al Uniunii Sovietice în cea de-a IX-a legislatură din 7 octombrie 1977 a fost adoptată în unanimitate a patra și ultima dintre constituțiile sovietice, cunoscută și sub numele de „Constituția Brejnev”. Numele oficial al actului a fost Constituția (Legea Supremă) Uniunii Republicilor Sovietice Socialiste (în rusă: Конститу́ция (Основно́й Зако́н) Сою́за Сове́тских Социалисти́ческих Респу́блик)
În preambul se afirma: „... obiectivele dictaturii proletariatului fiind îndeplinite, statul sovietic a devenit statul întregului popor.”  Prin comparație cu celelalte constituții, aceasta din urmă extindea limitele reglementărilor constituționale ale societății. 
În primul capitol era reafirmat rolul conducător al Partidului Comunist al Uniunii Sovietice și tot aici se stabileau principiile de conducere al statului și guvernului. 
Articolul 1 definea URSS-ul ca un stat socialist, așa cum făceau și celelalte constituții de până atunci: 
„Uniunea Republicilor Sovietice Socialiste este un stat socialist al întregului popor, exprimând voința și interesele muncitorilor, țăranilor și intelectualilor, a clasei muncitoare a tuturor naționalităților patriei.”
Diferența care apărea în această definiție era aceea că puterea nu mai era exercitată doar în numele muncitorimii și țărănimii. Următoarele capitole stabileau principiile conducerii economice și a relațiilor culturale. 
Constituția din 1977 era mai detaliată și cu mai multe articole. Ea cuprindea 28 de articole noi fată de versiunea din 1936. Constituția definea în mod explicit împărțirea responsabilităților între autoritățile republicane și cele centrale. De exemplu, stabilirea limitelor și a diviziunilor administrative cădeau în sarcina exclusivă a republicilor. Totuși, prin constituție se stabileau regulile generale prin care schimbările puteau face modificările administrative. Astfel, Constituția se concentra pe procesul de guvernare ca un intreg. 
La fel ca și celelalte constituții sovietice, Constituția Brejnev păstra prevederile cu privire la dreptul de secesiune al republicilor unionale, tocmai aceste prevederi jucând în 1991 un rol hotărâtor în procesul de disoluție a Uniunii Sovietice. 

## Procesul de amendare a constituției
Adoptarea Constituției a fost un act legislativ al Sovietului Suprem. Adoptările amendamentelor la Constituție au fost în același mod acte legislative ale organului legislativ suprem. Amendamentele aveau nevoie pentru aprobare votul a două treimi a delegaților din Sovietul Deputaților Poporului. Ele puteau fi inițiate de Sovietul Naționalităților, de Sovietului Suprem, (care acționa prin comisiile și comitetele sale), de Prezidiul sau de președintele Sovietului Suprem, de Comitetul Constituțional de Supraveghere, de Consiliul de Miniștri, de Sovietul Controlului Poporului, de Curtea Supremă, Procuratură și șeful Arbitrajului de Stat. În plus, comitetele de conducere ale organizațiilor oficiale și a Academiei Sovietice de Științe puteau iniția amendamente sau legi. 
Constituțiile sovietice erau frecvent amendate și au fost schimbate mult mai des decât cele ale statelor de democrație parlamentară din occident. Pentru a evita schimbările dese, Constituția din 1977 încerca să stabilească reguli pentru puterile în stat în mod separat. Au fost adoptate legi care să pună în practică prevedrile constituționale: legea cetățeniei, legea cu privire la alegerea deputaților în Sovietul Suprem, legea statutului acestor deputați, legea Curții Supreme și a procuraturii, etc. 

## Amendamentele aduse Constituției din 1977
În octombrie 1988, au fost propuse amendamente și adăugări la Constituția din 1977, care au fost publicate în presa sovietică în vederea dezbaterii publice. În decembrie 1988, după ce s-a încheiat procesul de dezbatere publică, aceste amendamente și adăugări au fost adoptate. Noile prevederi schimbau în mod substanțial și fundamental sistemele politice și electorale. Deși ofiacialitățile sovietice afirmau că schimbările nu reprezentau decât o reîntoarcere la formele și funcțiunile „leniniste”, ele erau surprinzătoare din multe puncte de vedere și fără precedent. Poziția președintelui Sovietului Suprem a fost în mod oficial desemnată și i s-au rezervat puteri specifice – în mod special conducerea agendei legislative, capacitatea de a emite ordonanțe și dreptul oficial de a conduce negocieri și a semna tratate cu guverne străine și organizații internaționale. A fost înființat Comitetul de Supraveghere Constituțională, compus din persoane care nu erau membri ai Sovietului Deputaților Poporului, având puterea legală de apreciere a constituționalitătii legilor și actelor normative al emise de organele centrale sau republicane, de recomandare a suspendării și abrogării celor găsite neconforme cu legea fundamentală. Procesul electoral a fost deschis mai multor candidați pentru un singur mandat, e adevărat nu și candidaturii din partea altor partide decât cel comunist. A fost definit un corp legislativ – Sovietul Suprem – care urma fie convocat în sesiuni ordinare în sesiunile de primăvară, respectiv de toamnă. Spre deosebire de vechea formă a Sovietului Suprem, acest nou organ al puterii legislative era ales în mod indirect, dintre membrii Sovietului Deputaților Poporului. 

## Drepturile constituționale
Constituția sovietică, o constituție cu spoială democratică, includea o serie de drepturi civice și politice – libertatea cuvântului, libertatea presei, libertatea de asociere,  libertatea credinței. În plus, Constituția  garanta libertatea de exprimare artistică, protecția familiei, inviolabilitatea persoanei și domiciliului și dreptul la intimitate. În conformitate cu linia ideologică marxist-leninistă, Constituția garanta drepturi sociale și economice care nu erau asigurate de constituțiile democrațiilor burgheze capitaliste – dreptul la muncă, odihnă și timp liber, îngrijirea sănătății, a protecției în caz de boală sau vârstă înaintată, dreptul la locuințe și beneficii culturale. 
Spre deosebire de constituțiile burghezo-democratice, Constituția sovietică definea limitări aledrepturilor politice, altele decât cele stabilite de sistemul judiciar. Articolul 6 al Constituției sovietice elimina efectiv orice formă de opozitie organizată, garantând Partidului Comunist al URSS monopolul politic, asigurând conducerea de către acesta a întregii vieți sociale și politice. Articolul 39 permitea guvernului să interzică orice activitate considerată păgubitoare, afirmând că: "Exercitarea drepturilor și libertăților cetățenești nu se poate face în detrimentul interesului societății sau staului." Articolul 59 obliga cetățenii să se supună legilor și să se comporte în conformitate cu regulile determinate de partid. Guvernului îi era permis să nu respecte în practică drepturile inalienabile politice și socioeconomice garantate de constituție. Cetățenii se bucurau în mod neîngrădit de acele drepturi care nu interferau cu interesele socialismului, partidul comunist fiind singurul care putea stabili politicile pentru societate și guvernare. De exemplu, libertatea cuvântului, garantată de Articolul 52, putea fi suspendat dacă prin exercitarea lui se intra în contradicție cu politicile oficiale comuniste. Până la perioada glasnostului, libertatea cuvântului nu permitea și dreptul de a critica guvernul sau partidul comunist. Guvernul avea dreptul să interzică întâlnirile sau serviciile religioase ale cultelor nerecunoscute oficial, iar încălcarea legilor care limitau libertatea credinței erau aspru pedepsite de codurile penale ale republicilor. 
Legea fundamentală nu asigura și mecanismele necesare protecției drepturilor constituționale, neexistând amendamente care să protejeze drepturile individuale. Posibilitățile cetățenilor de a reclama încălcare drepturilor lor era foarte redusă. Curtea Supremă nu avea capacitatea legală de a apăra drepturile constituționale. Deși Uniunea Sovietică a semnat Actul Final al Conferinței pentru Securitate și Cooperare în Europa (Acordurile de la Helsinki), care cerea ca drepturile omului recunoscute internațional să fie respectate de părțile semnatare, guvernul sovietic nu a reușit, sau nu a putut garanta drepturile și libertățile asupra cărora se convenise. Totuși, la sfârșitul deceniului al nouălea al secolului trecut, s-a început discutarea publică a problemei realinierii legilor și constituției sovietice la rigorile angajamentelor internaționale asumate de URSS și ale drepturilor omului .

## Rolul cetățeanului
Articolul 59 al Constituției afirma că exercitarea drepturilor cetățenilor era inseparabilă de îndeplinirea datoriilor lor. Articolele de la 60 la 69 definea aceste obligații. Cetățenii erau obligați să muncească și să resptecte discipina muncii. Eschivarea de la muncă era definită în codul penal ca "parazitism social" și erau stabilite pedepse corespunzătoare. Constituția obliga cetățenii să apere proprietatea socialistă și să lupte împotriva corupției. Toți cetățenii trebuiau să-și îndeplinească serviciul militar ca pe o datorie de apărare și "de sporire a puterii și prestigiului statului sovietic." Încălcarea acestei obligații era considerată una dintre cele mai grave crime, cea trădare de patrie. În încheiere, constituția obliga părinții să-și educe copii pentru prestarea unei munci utile societății și să-i crească ca pe niște membri de încredere ai societății socialiste. 
Constituția și legile corespunzătoare apărau și întâreau cetățenia sovietică. Legislația cu privire la cetățenie asigura drepturi egale persoanelor născute în URSS și cetățenilor naturalizați. Legea mai stabilea că cetățenii sovietici nu puteau renunța liber la cetățenia lor. Pentru a-și pierde cetățenia sovietică, doritorii trebuiau să se adreseze Prezidiului Sovietului Suprem, care putea refuza să acorde aprobarea, dacă cel care făcea cererea nu-și îndeplinise serviciul militar, avea datorii juridice sau era responsabil pentru întreținerea membrilor familiei aflați in imposibilitatea autosusținerii materiale. În plus, cererea de renuntare la cetățenia sovietică putea fi respinsă în scopul apărării securității naționale. Cetățenia sovietică putea să fie retrasă celor care se făceau vinovați de defăimarea Uniunii Sovietice, sau de acte care aducea atingere prestigiului sau securității țării.